# Adolf Rieger
Adolf Rieger   (Berlín, 25 d'agost de 1899 - Essen, 12 de juny de 1956) va ser un lluitador alemany, especialista en lluita grecoromana, que va competir durant la dècada de 1920.
El 1928 va prendre part en els Jocs Olímpics d'Amsterdam, on guanyà la medalla de plata en la competició del pes semipesant del programa lluita grecoromana.